# Wielki Łysiec
Wielki Łysiec (słow. Veľký Lysec) – szczyt o wysokości 1832 m w słowackich Tatrach Zachodnich, znajdujący się w bocznej grani odbiegającej od Małego Salatyna w południowo-zachodnim kierunku. Grań ta oddziela Dolinę Głęboką od Doliny Bobrowieckiej (obydwie są odnogami Doliny Jałowieckiej). Wielki Łysiec znajduje się w niej pomiędzy grzbietem Jałowieckiej Hory i Małym Łyścem (1697 m). Jest to niewybitny szczyt, w dolnych partiach całkowicie zalesiony. W partiach wierzchołkowych był dawniej trawiasty, ale po zniesieniu wypasu trawiaste niegdyś obszary stopniowo zarastają kosodrzewiną. W zachodnim kierunku Wielki Łysiec tworzy krótki grzbiet opadający do Doliny Bobrowieckiej. Północne jego stoki stanowią obramowanie dla Żlebu pod Wałowiec, południowe dla żlebu Cielarczysko (Teliarčisko). Zimą spod wierzchołka Wielkiego Łyśca schodzą lawiny, zarówno Cielarczyskiem i nienazwanym żlebem do Żlebu pod Wałowiec, jak i na drugą stronę, do Doliny Głębokiej.
Nie prowadzi na niego żaden szlak turystyczny.